# Skrok (waterschap)
Skrok was een waterschap nabij Oosterend in de toenmalige gemeente Hennaarderadeel, dat een bestuursorgaan was van 1952 tot 1977. 
Het waterschap had als taak het beheer van de reed die in het verlengde ligt van de weg van Itens naar Oosterend, inclusief een brug over de Oosterenderopvaart en bijliggende dammen. Het waterschap werd opgericht op verzoek van een bewoner en met name omdat de brug moest worden vervangen en de verharding van de reed moest worden verbeterd.
Skrok ging als waterschap op in waterschap It Marnelân. Na verdere fusies valt het gebied sinds 2004 onder Wetterskip Fryslân.